# Deuxième guerre de Véies
La deuxième guerre de Véies ou guerre de Fidènes est un conflit qui oppose la République romaine à la cité étrusque de Véies au début du Ve siècle av. J.-C. et qui se concentre autour de la position stratégique qu'occupe la ville de Fidènes, près de la confluence du Tibre, de l'Anio et de la Crémère.

## Le récit antique

### Première guerre

#### Trahison de Fidènes
En 438 av. J.-C., année pour laquelle Lucius Quinctius Cincinnatus, Mamercus Aemilius Mamercinus et Lucius Iulius Iullus sont nommés tribuns militaires à pouvoir consulaire, Fidènes, colonie romaine depuis son annexion par Romulus, menace d'abandonner la République romaine au profit de la cité étrusque de Véies, gouvernée par le roi Lars Tolumnius. Rome envoie alors quatre ambassadeurs afin de s'enquérir des raisons du mécontentement des Fidènates. Ces derniers sont tués, provoquant une grave crise diplomatique.
L'année suivante, en 437 av. J.-C., les Romains se préparent à la guerre et nomment deux consuls, Marcus Geganius Macerinus et Lucius Sergius. Ce dernier prend le commandement d'une armée pour marcher contre l'armée étrusque qui s'approche de Rome et a déjà franchi l'Anio. La bataille est sanglante et les pertes sont lourdes des deux côtés. Finalement, les Romains sont victorieux et le consul Lucius Sergius obtient le surnom de Fidenas.
À Rome, on nomme un dictateur, Mamercus Aemilius Mamercinus, pour prendre en main les opérations militaires. Il choisit Lucius Quinctius Cincinnatus pour maître de cavalerie, Titus Quinctius Capitolinus et Marcus Fabius Vibulanus comme lieutenants. Le dictateur procède à une levée afin de reconstituer les rangs de l'armée décimés par la bataille précédente. Les Étrusques sont repoussés au-delà de l'Anio et établissent leur camp sur les hauteurs entre la rivière et Fidènes. Rejoints par des renforts envoyés par les Falisques, les Étrusques se déplacent et établissent leur camp sous les murs de la ville. Quant à eux, les Romains installent leur campement à la confluence entre l'Anio et le Tibre et protègent leur position par un retranchement.

#### Bataille de l'Anio
Du côté étrusque, on hésite à affronter les Romains. Les Falisques sont favorables au combat afin que la guerre ne s'éternise pas. Au contraire, le Véiens et les Fidènates préfèrent temporiser et profiter de leur position avantageuse. Tolumnius, roi de Véies, décide finalement d'engager la bataille afin de ne pas perdre le soutien des Falisques.
Les deux armées s'affrontent dans la plaine au sud de Fidènes. Tolumnius, profitant de la  supériorité numérique de ses troupes, envoie un contingent contourner l'armée romaine afin d'attaquer le campement romain au milieu de la bataille. Les troupes de Véies se rangent sur l'aile droite, les Fidénates se trouvent au centre et les éléments Falisques forment l'aile gauche. En face, le dictateur Mamercinus commande l'aile opposée aux Falisques, Quinctius Capitolinus fait face aux Véiens et Cincinnatus, à la tête de la cavalerie, marche au centre.
La bataille débute par une charge de la cavalerie romaine, suivie de près par l'infanterie. Les lignes étrusques ne peuvent soutenir le choc et commencent à céder mais la cavalerie du roi Tolumnius offre une résistance inattendue et permet à ses troupes de reformer les rangs. Aulus Cornelius Cossus, tribun militaire dans la cavalerie romaine, reconnaît dans la mêlée le roi Tolumnius et parvient à le tuer. Après l'avoir dépouillé de ses armes et armures, Cossus tranche la tête du roi et la place au bout d'une pique afin d'effrayer les ennemis. Ces derniers finissent par céder et prennent la fuite. La plupart sont massacrés avant d'avoir pu atteindre leur camp mais une partie des Fidénates parvient à s'échapper dans les montagnes.
Pendant la bataille, le contingent envoyé par Tolumnius attaque le camp romain qui est défendu par Fabius Vibulanus. Ce dernier tente une sortie et met le détachement ennemi en fuite. Les Romains poussent leur avantage et traversent le Tibre pour ravager la campagne autour de Véies, amassant un important butin.

#### Triomphe de Mamercinus
Le Sénat accorde au dictateur Mamercinus les honneurs d'un triomphe. Pour célébrer la victoire, le dictateur fait fabriquer une couronne en or d'un poids d'une livre, qu'il dépose dans le temple de Jupiter Capitolin. Mais lors de la cérémonie, le prestige de Mamercinus est éclipsé par la présence d'Aulus Cornelius Cossus, pourtant simple tribun militaire, qui porte les dépouilles du roi Tolumnius qu'il a tué et qui les dépose dans le temple de Jupiter Férétrien, auprès des dépouilles opimes consacrées par Romulus, le seul avant lui à avoir reçu cet honneur.

#### Épidémie de peste
L'année suivante, en 436 av. J.-C., durant le consulat de Marcus Cornelius Maluginensis et de Lucius Papirius Crassus, les Romains pénètrent sur les territoires de Véies et de Faléries sans rencontrer de résistance. Mais une épidémie de peste qui s'est déclarée à Rome les empêche de profiter de la situation pour s'emparer des cités. En 435, lors du consulat de Caius Iulius Iullus et Lucius Verginius Tricostus, l'épidémie continue de se propager, prenant des proportions inquiétantes. Les Fidénates en profitent pour reprendre les hostilités. Ils sont rejoints par les Véiens et leurs armées traversent l'Anio pour venir établir leur camp à peu de distance de la porte Colline.

#### Bataille de Nomentum
La situation devenant critique, après décision du Sénat, les consuls nomment Quinctus Servilius Priscus ou Structus dictateur. Ce dernier choisit Postumus Aebutius Helva pour maître de cavalerie. Alors que le dictateur rassemble une armée devant la porte Colline, les Fidénates et les Véiens se retirent sur les hauteurs avoisinantes, jusqu'à Nomentum où ils sont rejoints par l'armée romaine qui engage la bataille. Les Romains remportent la victoire et les étrusques sont repoussés à l'intérieur de Fidènes qui est assiégée. Les Romains ne peuvent néanmoins pas prendre la ville d'assaut. Le dictateur fait alors creuser un tunnel jusque sous les murs de la ville et s'empare de Fidènes.
La prise de Fidènes effraie les peuples voisins, dont les Véiens et les Falisques qui craignent que les Romains n'en viennent à leur reprocher le soutien qu'ils ont apporté à Tolumnius en 438. Ils envoient des députés aux autres cités étrusques de la Dodécapole et obtiennent l'organisation d'une assemblée. De leur côté, les Romains, apprenant les mouvements qui s'opèrent dans le camp ennemi, se préparent à une reprise des hostilités et nomment Mamercus Aemilius Mamercinus comme dictateur pour la deuxième fois. Il prend pour maître de cavalerie Aulus Postumius Tubertus. Finalement, les autres cités étrusques refusent de porter secours aux Véiens et aux Falisques et aucune nouvelle guerre n'est engagée.

### Entre-deux-guerres
Les hostilités entre Rome et les Étrusques cessent entre 434 et 427 av. J.-C. Durant cette période, Rome connaît une période d'instabilité politique et militaire marquée par les luttes internes entre la plèbe et le patriciat, une guerre contre les Èques et les Volsques, une épidémie de peste qui entraine d'importantes pertes en hommes et en bétail et des mauvaises récoltes. Les Romains doivent faire face à des difficultés d'approvisionnement en blé.

### Deuxième guerre

#### Reprise des hostilités
En 438, année du consulat de Lucius Papirius Mugillanus et de Caius Servilius Structus Ahala, la situation à Rome s'est un peu améliorée et les regards se tournent de nouveau vers Véies qui se prépare à reprendre les hostilités sans respecter les termes de l'armistice conclu en 435. Néanmoins, les Romains ne déclarent pas immédiatement une nouvelle guerre et préfèrent temporiser en envoyant d'abord les Fétiaux demander réparation. Ces derniers n'obtiennent pas satisfaction et les Romains commencent à réunir une armée.
Pour l'année 426, les Romains n'élisent pas de consuls mais nomment quatre tribuns militaires à pouvoir consulaire : Titus Quinctius Poenus, Caius Furius, Marcus Postumius et Aulus Cornelius Cossus, ce dernier étant spécifiquement chargé du gouvernement de Rome. Les trois autres prennent la tête de l'armée et marchent sur Véies mais les Étrusques profitent de l'incompréhension et de la mésentente entre les trois tribuns pour repousser l'expédition. À Rome, l'échec des tribuns pousse Aulus Cornelius Cossus à nommer Mamercus Aemilius Mamercinus comme dictateur, ce dernier le prenant comme maître de cavalerie en retour.
Pendant ce temps, les Véiens, encouragés par leur victoire sur les tribuns envoient des députés à toutes les cités d'Étrurie pour requérir leur soutien. Aucune ne prend la décision de s'engager dans le conflit mais des volontaires se rassemblent à Véies et viennent grossir les rangs de son armée. Les Fidénates se soulèvent également et massacrent les colons romains installés dans la ville. L'armée de Véies rejoint celle de Fidènes et les étrusques établissent leur camp près de la ville.

#### Bataille de Fidènes
Le dictateur Mamercinus prend la tête de l'armée, établit son campement à quelques distances seulement de la ville de Fidènes, entre les montagnes à l'est et le cours du Tibre à l'ouest, et envoie Titus Quinctius Poenus occuper discrètement les hauteurs derrière la ville. Les Étrusques, enhardis par leur récente victoire contre les trois tribuns, engagent la bataille sans attendre. Les rangs étrusques semblent d'abord faiblir sous la poussée de l'infanterie romaine mais ils sont bientôt renforcés par de nombreux hommes qui sont restés jusque-là à l'abri des murs de Fidènes. Pour rétablir l'équilibre de la bataille, le dictateur Mamercinus donne l'ordre à Cossus de charger avec la cavalerie et à Titus Quinctius Poenus de rejoindre la mêlée par l'arrière. Pris en étau entre les deux armées romaines, les Étrusques commencent à faiblir puis à fuir, les Véiens vers le Tibre et les Fidènates vers les murs de leur ville. Les Romains massacrent les fuyards et les survivants parvenant à prendre la fuite sont peu nombreux. Les troupes romaines investissent la ville qui est livrée au pillage. Les fuyards qui sont parvenus jusqu'à la citadelle sont massacrés. Chaque soldat romain, quel que soit son grade, reçoit une part de butin et un ou deux prisonniers. Le reste de la population est vendue comme esclaves. Le dictateur Mamercinus obtient l'honneur de célébrer un nouveau triomphe,.

## Analyse moderne
Selon Tite-Live, le conflit qui oppose Rome à Véies par l'intermédiaire de Fidènes consiste en deux guerres distinctes. La première débute en 437 av. J.-C. et dure deux ans et la deuxième débute en 426 av. J.-C. et se termine la même année. Ces deux guerres s'achèvent chacune par la prise de Fidènes, avec huit ans d'écart.
Il est possible que les Romains aient dû s'emparer une deuxième fois de la ville après que les Fidènates se soient révoltés, ayant déjà montré par le passé leur attachement à la cité de Véies, ennemie de Rome. Néanmoins, la succession des évènements précédant chaque prise de Fidènes offre de nombreuses similitudes qui laissent penser que le deuxième siège est un doublet du premier, comme le massacre de citoyens romains précédant la guerre dans les deux cas, les ambassadeurs d'abord et les colons romains ensuite. Il pourrait donc s'agir d'une duplication comme il y en a de nombreux exemples dans l'historiographie romaine. Selon un troisième thèse, il se pourrait qu'il n'y ait eu qu'une seule guerre s'étalant sur près de dix ans et qui prend fin avec la prise de Fidènes. Le récit antique aurait alors pris des libertés en mêlant faits réels et fictionnels et en réarrangeant leur chronologie ce qui permet aux annalistes romains de présenter les évènements et leurs conséquences sous un jour favorable à Rome. Il semble en effet que les annalistes antiques, en voulant expliquer les motifs de la guerre comme une vengeance de l'assassinat des ambassadeurs, aient transposé des évènements se déroulant à la fin de la guerre en les replaçant au début. Cette pratique, déjà mise en œuvre dans la narration de la défaite des Véiens après le désastre du Crémère ou dans le secours porté aux Tusculans en 459 av. J.-C. après que ces derniers aient assisté les Romains, permet de montrer Rome obtenant rapidement satisfaction sur l'ennemi après un revers. Mais contrairement à ces deux derniers exemples, il semble que dans le cas de la guerre contre Fidènes, il ne s'agisse pas d'ajout d'évènements fictionnels mais de faits réels qui ont été déplacés dans le temps afin de réaménager une chronologie plus favorable aux Romains. Démêler le vrai du faux paraît impossible aujourd'hui étant donné le peu de sources disponibles sur le sujet. Les historiens modernes ne peuvent s'appuyer que sur le récit de Tite-Live et sur les découvertes archéologiques qui viennent éventuellement infirmer ou confirmer la chronologie proposée par l'auteur antique.

### Les faits acceptés
Les historiens modernes ne remettent pas en cause les grandes lignes du récit comme la mise à mort des ambassadeurs romains, la coalition entre Véies, Fidènes et les Falisques contre Rome, la défaite des coalisés et la chute de Fidènes, ainsi que la mort de Lars Tolumnius en combat singulier contre Aulus Cornelius Cossus. De même, les conséquences de la guerre, à savoir la perte pour les Étrusques de la tête de pont que forme Fidènes sur la rive gauche du Tibre, la perte par Véies de son accès maritime, l'installation d'une colonie romaine sur ses terres et la conclusion d'une trêve de vingt ans entre Véies et Rome, sont généralement acceptées.
Lars Tolumnius a pu être un nom qui a vraiment été porté par un roi de Véies à cette époque. Le gentilice de Tolumnius est en effet attesté à Véies pour la première moitié du VIe siècle, retrouvé sous sa forme étrusque Tulumnes sur deux dédicaces du sanctuaire de Portonaccio dédié à Minerve : Velthur Tulumnes et Karcuna Tulumnes,,.
On sait qu'à l'époque où écrit Tite-Live, il existe encore à Rome trois monuments ou reliques commémorant la guerre contre Fidènes. Il s'agit des spolia opima, dont une cuirasse en lin, que Cossus a pris sur le corps de Lars Tolumnius après l'avoir tué, une couronne en or dédiée par Mamercus Aemilius pour commémorer sa victoire sur les Fidènates et déposée dans le temple de Jupiter Capitolin et les statues des ambassadeurs tués par les Fidénates, dont la présence sur les Rostres républicains est attestée par plusieurs auteurs,,. Leurs noms sont toujours connus : il s'agit de Caius Fulcinius, Tullus Cloelius, Lucius Roscius et Spurius Antius ou Nautius,,,.

### Les détails problématiques

#### La première dictature de Mamercinus
La première dictature de Mamercus Aemilius en 437 av. J.-C. est certainement fictionnelle. Il s'agirait d'un doublet anticipant sa dictature de 426 av. J.-C. La répétition semble avoir été introduite par les auteurs qui ont transposé la mort de Lars Tolumnius et la récupération des spolia opima par Cossus de la fin de la guerre à la première année du conflit. De la même manière, ces auteurs ont interprété la dédicace de la couronne d'or en 426 av. J.-C. comme datée de 437 av. J.-C. afin d'en faire le symbole de la commémoration de la victoire de Mamercus Aemilius sur Fidènes.

#### La remise des dépouilles opimes
D'après les sources antiques, seuls Romulus, Cossus et Marcellus ont dédié les dépouilles d'un chef ennemi dans le temple de Jupiter Férétrien sur le Capitole. Parmi eux, le cas d'Aulus Cornelius Cossus soulève de nombreuses questions. En effet, d'après l'annalistique, Cossus n'est pas commandant en chef à l'image de Romulus et Marcellus au moment où il obtient les dépouilles du roi Lars Tolumnius, mais simple tribun militaire. Toutefois, alors qu'il visite le temple délabré de Jupiter Feretrius, Auguste rapporte avoir lu sur la cuirasse de lin du roi le titre de consul. Sur ce point, Tite-Live paraît tiraillé entre la version traditionnelle et le témoignage de son empereur qu'il ne souhaite pas contredire.

« En disant que Aulus Cornelius Cossus était tribun des soldats lorsqu'il consacra dans le temple de Jupiter Férétrien les secondes dépouilles opimes, j'ai suivi tous les auteurs qui m'ont précédé ; au reste, outre qu'on appelle proprement dépouilles opimes celles-là seules qu'un général enlève au général ennemi, et que nous ne reconnaissons pour général que celui sous les auspices duquel se fait la guerre, l'inscription même tracée sur les dépouilles prouve, contre leur assertion et la mienne, que Cossus était consul lorsqu'il s'en empara. Pour moi, j'ai entendu de la bouche même d'Auguste César, le fondateur ou le restaurateur de tous nos temples, que quand il entra dans celui de Jupiter Férétrien, qu'il releva, tombant de vétusté, il lut lui-même cette inscription sur la cuirasse de lin ; et j'aurais cru commettre une sorte de sacrilège en dérobant à Cossus le témoignage de César qui rétablit ce temple. L'erreur vient-elle de ce que nos vieilles annales, ainsi que les livres des magistrats, écrits sur toile et déposés dans le temple de Monéta, souvent cités par Macer Licinius, disent que dix ans plus tard Aulus Cornélius Cossus fut consul avec Titus Quinctius Poenus ? C'est sur quoi chacun est libre de prononcer. »

— Tite-Live, Histoire romaine, livre IV, 20, 5-8.
Il est possible qu'au milieu du Ve siècle av. J.-C., la condition d'être général pour pouvoir dédier les dépouilles du chef ennemi à Jupiter n'existe pas encore. Les historiens modernes doutent en effet du témoignage d'Auguste. Il paraît peu probable que l'inscription portée par la cuirasse, vieille de plusieurs siècles et placée dans un temple délabré, ait pu être encore lisible à cette époque et, même si cela avait été le cas, elle aurait sûrement été indéchiffrable car inscrite en caractères archaïques. De plus, Auguste dit avoir lu le mot consul, terme qui n'est pas attesté à Rome avant les inscriptions des tombeaux des Scipions. À l'époque de la loi des XII Tables, c'est le terme praetor qui désigne la magistrature. À moins que l'inscription n'ait été restaurée, Auguste semble avoir inventé ce détail, peut-être afin de passer sous silence qu'un soldat subalterne a pu un jour déposé dans le temple des dépouilles opimes et d'empêcher ainsi Marcus Licinius Crassus, proconsul de Macédoine, d'accéder à cet honneur pour avoir tué de ces mains le chef des Bastarnes.

#### L'intervention de la flotte romaine
Tite-Live note confusément que certaines de ses sources rapportent qu'une flotte romaine a participé à la bataille de Fidènes en 426 av. J.-C. Bien qu'il précise que cela lui paraît très improbable étant donné l'étroitesse du cours d'eau près duquel se déroule la bataille, il est probable que Tite-Live ait été trompé par l'utilisation du terme classis par ses sources qui depuis la première guerre punique désigne une flotte. Rapporté au début de l'époque républicaine, le mot classis se réfèrerait plutôt à une classe d'infanterie. Chose étonnante, Tite-Live connaît l'ancien sens du terme qu'il mentionne quelques chapitres plus tôt. Il connaît également le discours de Caton daté de 169 pour promouvoir la lex Voconia et dans lequel il discute de la réorganisation servienne de l'armée. Il précise que les classici sont les membres de la première classe d'infanterie, les autres classes étant qualifiées d'infra classeum.

« Quelle est, suivant Marcus Porcius Cato, la signification de classicus ; quelle est celle de infra classem.
On appelait classici, non tous les citoyens des diverses classes, mais seulement ceux de la première, qui possédaient un revenu de cent vingt-cinq mille as au moins. Tous ceux dont le revenu était inférieur à cette somme, et qui, par conséquent, faisaient partie de la seconde classe ou d'une autre, étaient dits infra classem. J'ai fait cette remarque en passant, parce que ceux qui lisent le discours de Marcus Porcius Cato pour la loi Voconia se demandent ordinairement ce que signifient les mots classicus et infra classem. »

— Aulu-Gelle, Nuits attiques, livre VII, 13.